# Neófito da Bulgária
Neófito (em búlgaro:  Неофит; nascido: Simeão Nikolov Dimitrov, em búlgaro:  Симеон Николов Димитров; 10 de outubro de 1945, Sófia, Reino da Bulgária – 13 de março de 2024, Sófia, Bulgária) foi um religioso búlgaro, bispo da Igreja Ortodoxa Búlgara e Patriarca de Toda a Bulgária de 24 de fevereiro de 2013 a 13 de março de 2024.

## Biografia
Em 1965, graduou-se no seminário. Em 1971, se formou na Academia Teológica, em Sófia, depois que foi enviado para estudar na Academia Teológica de Moscou, onde obteve o título de candidato de Teologia, junto com a Escola de Pós-Graduação onde se especializou em regência coral e música de igreja. Em seu retorno à Bulgária, em 1 de setembro de 1973, foi nomeado professor de música oriental e gerenciou o coro estudantil da Academia Teológica, em Sófia.
Em 3 de agosto de 1975, no Mosteiro Troyan, foi tonsurado um monge com o nome de Neófito. Em 15 de agosto de 1975, foi ordenado diácono e, em 25 de março de 1976, padre. Em 15 de julho de 1977, ele voltou a lecionar na Academia Teológica de Sófia como mestre de obras da música de igreja Oriental e práticas litúrgicas, que ocupou até 1980.
A 21 de novembro de 1977, foi elevado à categoria de arquimandrita. Em 1 de janeiro de 1981 ele foi nomeado o protosingelo da Metrópole de Sófia. Em 8 de dezembro de 1985, ele foi consagrado bispo de Levkiysk e vigário da Metrópole de Sófia.
Em 1 de dezembro de 1989, foi nomeado reitor da Academia Teológica, em Sófia e em 1 de julho de 1991 tornou-se o primeiro reitor da Faculdade de Teologia da Universidade de Sófia. A 27 de janeiro de 1992, foi nomeado secretário-geral do Santo Sínodo da Igreja Ortodoxa Búlgara. Em 27 de março de 1994, foi nomeado Metropolita de Dorostolskim Cherven e depois da divisão da diocese, em 17 de dezembro de 2001, Metropolita de Ruses.
De 28 de outubro de 2009 a 24 de janeiro de 2010, temporariamente, teve a seu cargo a diocese de Dorostol.
No concílio eclesiástico convocado para eleger um novo patriarca em 24 de fevereiro de 2013, foi eleito Patriarca da Igreja Ortodoxa Búlgara com 90 votos, contra 47 para o metropolita Gabriel de Lovech.
Morreu em 13 de março de 2024 em Sófia devido à falência múltipla de órgãos.